# Blätter für Menschenrecht

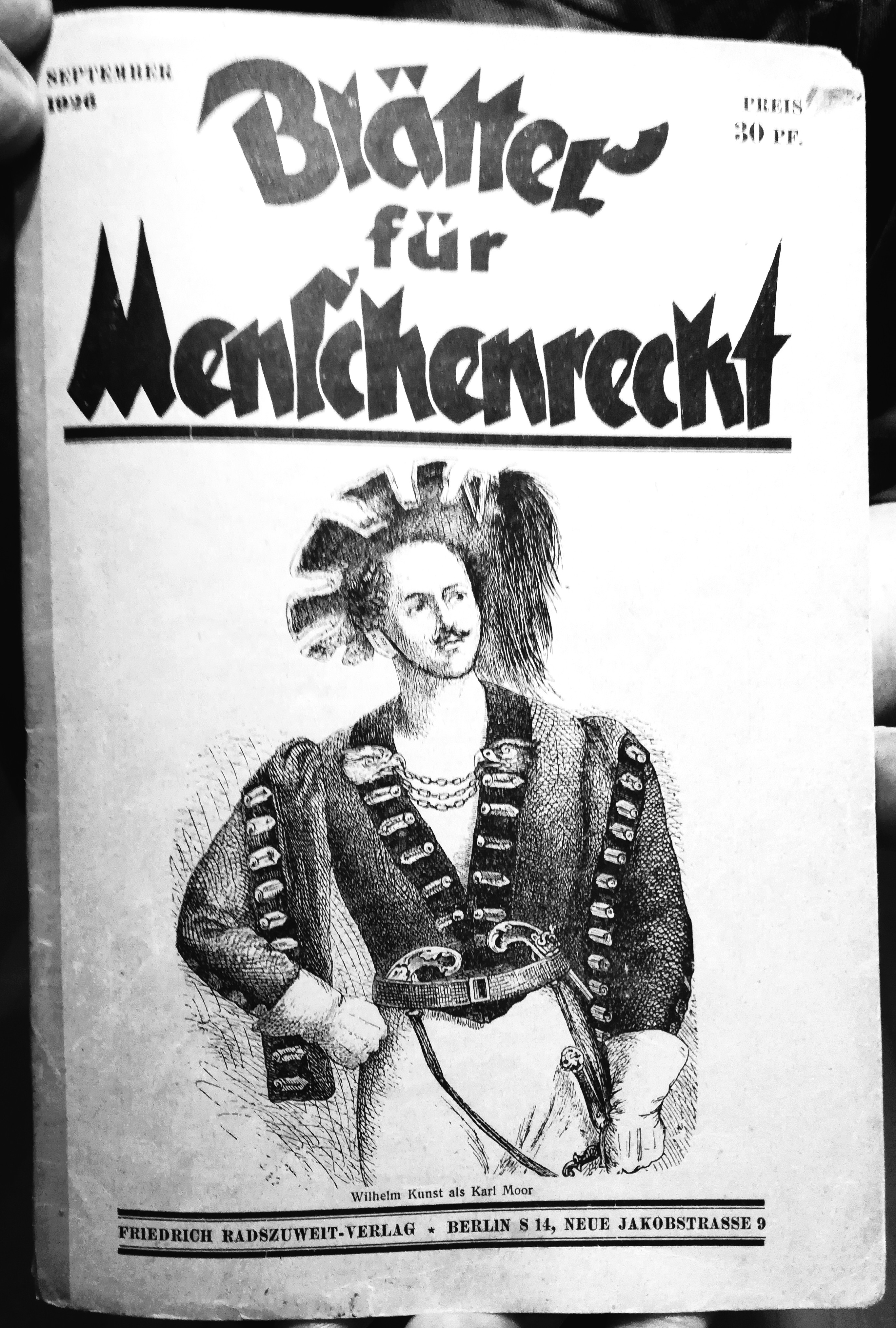
Titelblatt der Ausgabe September 1926 mit dem Schauspieler Wilhelm Kunst in der Rolle als Karl Moor in Schillers Die Räuber; gehalten von Rainer Hoffschildt

Die Blätter für Menschenrecht waren laut ihrem Untertitel die „offizielle Monatsschrift des Bundes für Menschenrecht e.V.“. Die zur Zeit der Weimarer Republik ab 1923 bis 1933 erschienene Zeitschrift, die 1928 und 1929 auch schlicht Menschenrecht titelte, bildet als spätere Mikrofiche-Ausgabe zugleich die Reihe 67 in den Historischen Quellen zur Frauenbewegung und Geschlechterproblematik.
Das Blatt erschien ursprünglich im Friedrich-Radszuweit-Verlag in Berlin und beinhaltete von 1923 bis 1925 die Beilage Berliner Inseratenblatt sowie zeitweilig die Beilagen Geschlecht, Gesetz und Gesellschaft in ihren Wechselbeziehungen, Die Insel – Literarische Beilage der „B.f.M.“ und An sonnigen Ufern.
2007 erschien die Mikrofiche-Ausgabe mit 26 Mikrofiches im Harald Fischer Verlag in Erlangen unter der ISBN 978-3-89131-503-3.